# William Shea (avocat)
Pour les articles homonymes, voir William Shea et Shea.
William Alfred Shea, né le 21 juin 1907 et mort le 2 octobre 1991, est un avocat new-yorkais et l'un des fondateurs du cabinet d'avocats Shea & Gould (en). 
Il est particulièrement connu, dans l'histoire du baseball américain, pour avoir été à l'origine, peu après le déménagement des deux franchises de baseball new-yorkaise des Giants et des Dodgers en Californie, du projet de création de la Ligue continentale, une troisième ligue de baseball majeur qui aurait amené un nouveau club de baseball professionnel dans la ville de New York. Son projet, s'il n'a jamais vu le jour, a précipité l'expansion des ligues majeures des années 1960 et la création des Mets de New York en 1962.
Le Shea Stadium, stade domicile des Mets de 1964 à 2008, est baptisée en son honneur. Il est le seul stade des ligues majeures de baseball baptisé du nom d'un avocat.

## Biographie
William Alfred Shea est né dans une famille d'origine irlandaise à Washington Heights, quartier du nord de Manhattan, le 21 juin 1907. Il suit des études secondaires dans le public, puis entre en sport-étude à l'université de New York avant d'être transféré à l'université de Georgetown. Il sort de Georgetown diplômé en droit en 1931, et est admis au barreau de D.C. (District of Columbia) la même année. Il rejoint le barreau de New York l'année suivante.
En 1964, il fonde avec Milton S. Gould (en), camarade de classe de Shea au lycée George Washington High School et avocat, le cabinet Shea, Gallop, Climenko & Gould, qui deviendra Shea & Gould (en) en 1979. À l'aube des années 1990, au zénith de sa croissance, le cabinet compte environ 300 avocats. 
William Shea est considéré, dans l'exercice de sa profession, comme un avocat aux méthodes atypiques. Parmi ses exploits les plus connus, on compte la proposition de création, alors qu'il est engagé par la ville de New York pour ramener du baseball professionnel dans la ville à la fin des années 1960, d'une troisième ligue majeure de baseball, la ligue continentale ; cette proposition, qualifiée de « coup de bluff élaboré » par le New York Times, a précipité l'expansion des ligues majeures et la création du club de baseball des Mets de New York en 1962.